# Всеволожский, Василий Павлович

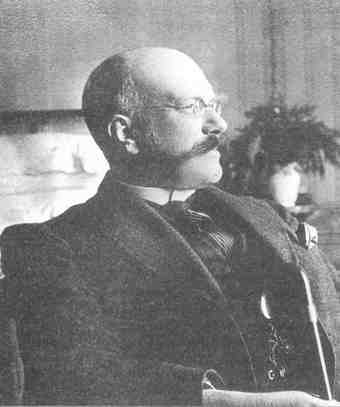
В. П. Всеволожский. 1906 г.

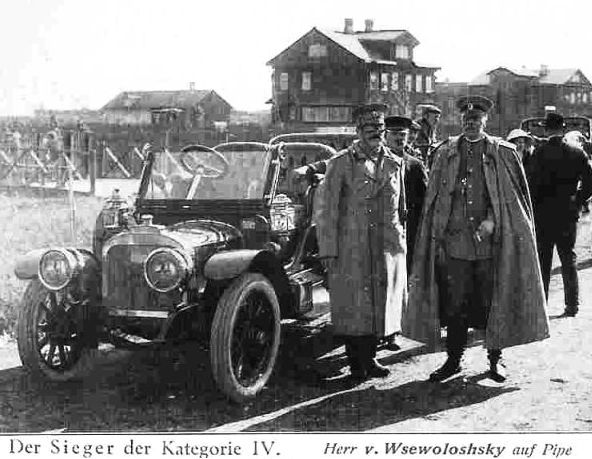
В. П. Всеволожский во время автопробега СПб — Рига — СПб. 1909 г.

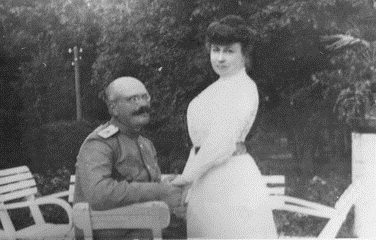
В. П. Всеволожский с женой Лидией Филипповной в имении Рябово. 1910-е гг.

Василий Павлович Всеволожский (18 февраля 1871, мыза Рябово, Шлиссельбургский уезд, Санкт-Петербургская губерния — ?) — доктор медицины, надворный советник, зауряд-полковник, председатель Санкт-Петербургского Автомобиль-Клуба (1912—1917).

## Помещик Всеволожский
Василий Павлович Всеволожский, сын основателя города Всеволожска Павла Александровича Всеволожского и княжны Елены Васильевны Кочубей, родился 18 февраля 1871 года и с детских лет жил в имении Рябово. По окончании учёбы в Императорской военно-медицинской академии, в 1899 году поступил на службу лекарем в Гвардейский экипаж. В 1900 году продолжил службу младшим врачом и был принят в Общество морских врачей. В том же году был переведён в 14-й флотский экипаж Балтийского флота. От флотской службы уволился в 1904 году и вновь поступил в Военно-медицинскую академию, теперь ассистентом клиники душевных и нервных болезней. Проживая в имении Рябово, исполнял обязанности почётного мирового судьи, был членом Шлиссельбургской уездной земской управы.
Со времён его прадеда Всеволода Андреевича Всеволожского, родовое имение Рябово было постоянно заложено. На некоторое время, в 1878 году выкупить усадьбу сумела мать Василия Павловича, Елена Васильевна Всеволожская, но в 1885 году её снова пришлось заложить в Дворянском земельном банке.
5 февраля 1906 года обвенчались «доктор медицины, надворный советник Василий Павлович Всеволожский; православного вероисповедания, первым браком, 34 годов и вдова потомственного дворянина Лидия Филипповна Маркс; православного вероисповедания, вторым браком, 37 лет». Лидия Филипповна Маркс (урождённая Собина) (1868—1932) была сотрудницей, а затем второй женой крупнейшего в России книгоиздателя Адольфа Фёдоровича Маркса (1838—1904), оставившего ей в наследство предприятие, выпускавшее в том числе самый популярный в стране журнал «Нива» и огромную, только что построенную типографию на Измайловском проспекте.
В апреле 1906 года Елена Васильевна Всеволожская умерла и была похоронена рядом с мужем в родовой усыпальнице Всеволожских. Своему сыну она оставила 100 000 рублей частных долгов, кроме того, согласно её последнему завещанию В. П. Всеволожский лишался прав на мызу Рябово, оставаясь её пожизненным пользователем, в собственность же она должна была перейти его законным детям, если таковые будут, а до того представителем их интересов назначался младший брат Лидии Филипповны Маркс, подполковник Александр Филиппович Собин.
Сам В. П. Всеволожский накопил к этому времени 200 000 рублей долгов частным лицам, а 8 ноября 1906 года над имением Рябово снова нависла угроза продажи с публичного торга по требованию Дворянского земельного банка за недоимки по залогу 1885 года, достигшие, без малого, 150 000 рублей. А. Ф. Собин сумел отсрочить продажу мызы с торгов и в феврале 1908 года перезаложил её в Санкт-Петербургско-Тульском поземельном банке на срок 66 лет и два месяца, а в мае 1909 года Лидия Филипповна Всеволожская приобрела мызу Рябово в собственность с публичных торгов.

Выйдя замуж по рекомендации своего младшего брата Александра за Василия Павловича Всеволожского, Лидия Филипповна оплатила многочисленные долги молодого мужа, выкупила его усадьбу, оставшиеся нераспроданными земли мызы Рябово и даже приобрела имущество господского дома — полностью, вплоть до кофейных чашек. Теперь всё здесь по праву было её.

В 1908 году по примеру Парижской Василий Павлович устроил в Рябове сельскохозяйственную выставку, в которой приняли участие полторы сотни участников, и несколько тысяч посетителей. На выставке демонстрировались достижения в животноводстве, птицеводстве и овощеводстве. Медали выставки получили: владелец мызы Христиновка (с 1910 года — Бернгардовка) И. Г. Бернгард и сам В. П. Всеволожский.
В том же году, для постройки пастората при кирхе Св. Регины, Л. Ф. Всеволожская передала Рябовскому приходу финской Евангелическо-лютеранской церкви в аренду на 99 лет четыре десятины пахотных земель, а также шесть десятин выгонов и леса близ деревни Румболово.
Василий Павлович был страстным охотником, часто ездил на охоту в имение баронов Корф под Волосово.
Он выстроил в деревне Бабино специальный птичник. В нём содержались куры, гуси, утки, индейки, цесарки. На воле содержались павлины, а в окрестном лесу — фазаны. Старая дорога, ведущая от имения к фазаннику вокруг Большого (Круглого) озера и от его северного берега до Бабино, была вымощена булыжником. Фазанники Всеволожского даже обозначались на картах того времени.
С 1913 по 1916 год, Василий Павлович избирался гласным Шлиссельбургской земской управы.

Последнего из Всеволожских — Василия Павловича — крестьяне любили, называли своих сыновей именем Василий, и он у них был крёстным. Дети этих Василиев ещё живы.

Супруги Всеволожские были попечителями детского приюта, а во время Первой мировой войны содержали за свой счёт лазарет для раненых. Василий Павлович работал в земской больнице при имении.

## Автомобилист Всеволожский
24 ноября 1902 года под покровительством Великого князя Сергея Михайловича был основан Санкт-Петербургский Автомобиль-Клуб (СПАК). Василий Павлович и его жена Лидия Филипповна состояли в этом клубе, они предпочитали ездить исключительно на бельгийских автомобилях марки «Пип».
Василий Павлович часто приглашал коллег по клубу на автомобильные прогулки в своё имение Рябово. Он организовывал соревнования, был судьёй гонок на Волхонском шоссе, все крупные автопробеги в России проходили с его участием.
В 1909 году на своем автомобиле «Пип» Всеволожский стал призёром пробега Санкт-Петербург — Рига — Санкт-Петербург (14—18 августа), занял первое место в категории IV, а также получил дополнительные награды — приз города Риги и переходящий Кубок Данилова и Нобеля.
В 1910 году, по итогам автопробега Санкт-Петербург — Киев — Москва — Санкт-Петербург на приз Императорa Николая II доктор Всеволожский получил специальный приз. В том же году, на своём автомобиле он участвовал в военных манёврах близ Красного Села.
Согласно «Автомобильному справочнику Санкт-Петербурга» в 1912 году на имя Лидии Филипповны Всеволожской было зарегистрировано пять бельгийских автомобилей «Пип». В том же году Василий Павлович стал инициатором создания и руководителем Всероссийской добровольной автомобильной дружины, призванной помогать Военному ведомству, а также был избран председателем Санкт-Петербургского Автомобиль-Клуба и пробыл на этом посту до 1916 года и с весны до осени 1917 года.
В 1916 году Василий Павлович стал помощником начальника Всероссийской авиационно-автомобильной дружины.
В годы Первой мировой войны В. П. Всеволожский содержал в своём имении школу шофёров бронемашин.

## В годы революций
После Февральской революции появился документ: «3аявление народного комитета Рябовской волости Шлиссельбургского уезда Петроградской губернии в Петроградский Совет рабочих и солдатских депутатов с просьбой привлечь к ответственности помещика В. П. Всеволожского за притеснение крестьян».
В нём за подписями сорока человек, помещику Всеволожскому вменялись следующие преступления против народа:
- 19 марта 1917 года помещик В. П. Всеволожский, выслал из имения вооружённую милицию в числе четырех человек, чтобы разогнать собрание, устроенное двумя рабочими депутатами из Петрограда и арестовать ораторов
- Ударяя себя кулаком в грудь помещик говорил: «Вы не слушайте всяких сволочей, что они вам говорят в своих речах: как было всё по-старому, так и будет»
- Помещик увлекается птицеводством, устраивает разные праздники для собственного развлечения, а мы, крестьяне, лишены выгона скота
- В 1915 году помещик вызвал казаков для того, чтобы разогнать купающихся в его озёрах, казаки издевались над нашими детьми и женщинами, которые осмелились ходить за грибами и ягодами в его леса
- Тепло принимает представителей старой власти: земских начальников, станового пристава и полицейских урядников
- Выслал товарища Я. И. Кеукконена на два года в Архангельскую губернию
- «У вышеупомянутого помещика находится чуть ли не рота солдат, которые производят помещику сельхозработы»

Ввиду всего вышеизложенного народный комитет просил Совет рабочих и солдатских депутатов, «помещика В. П. Всеволожского, преследовать по закону высшей мерой к ответственности».
О каких-либо репрессиях, применённых Петросоветом к Всеволожскому, неизвестно, мало того, в апреле 1917 года его даже выбрали председателем Всеволожского народного исполнительного комитета, не имевшего, правда, никакой реальной власти и вскоре распущенного.
Летом 1917 года В. П. Всеволожский был избран депутатом Всеволожского земского собрания, ставшего единственным законным местным органом власти.
Октябрьскую революцию 1917 года Всеволожский не принял. Он был участником подпольной монархической организации В. М. Пуришкевича, готовившей вооружённый переворот, но арестованной в почти полном составе. Всеволожскому удалось скрыться и перебраться в Новочеркасск. Там он вступил в ряды Добровольческой армии и до конца марта 1918 года являлся начальником её санитарной части. Участвовал в Первом Кубанском («Ледяном») походе. Служил военным цензором в армии Врангеля. Был эвакуирован в Константинополь. В 1924 году проживал в Румынии. Дальнейшая судьба достоверно неизвестна.

## Семья
- Жена — Лидия Филипповна Всеволожская (урождённая Собина[28], в первом замужестве Маркс). Брак Всеволожских фактически распался в ноябре 1917 года, а официально был расторгнут по инициативе Л. Ф. Всеволожской в 1924 году в Епархиальном управлении Западно-Европейских православных церквей (Париж) митрополитом Евлогием[25].

Эмигрировала во Францию. Занималась благотворительностью, помогала храму Свято-Сергиевского подворья в Париже и малоимущим писателям. Умерла 5 февраля 1932 года. Похоронена на кладбище Вожирар в Париже.

## Награды
- Орден Святого Станислава 3-й степени (1906)
- Медаль «В память царствования императора Александра III» (1896)
- Медаль Красного Креста «В память русско-японской войны» (1906)[30]

## Сочинения
- Курс гигиены и приемов подачи первой помощи. — Ч. 1. Гигиена / Сост. преп. шк. д-р мед. В. Всеволожской. — СПб.: Гл. гимнаст. фехтов. шк., 1911. — 119 с.: ил.
- Курс гигиены и приемов подачи первой помощи. — Ч. 2. Приёмы подачи первой помощи / Сост. преп. шк. д-р мед. В. Всеволожской. — СПб.: Гл. гимнаст. фехтов. шк., 1911. — 199 с.: ил.